# 왕귀뚜라미
왕귀뚜라미는 동아시아 등지에 서식하는 귀뚜라미의 일종이다. 일본 이름 'エンマコオロギ'(엔마코오로기. 閻魔蟋蟀)에서 유래한 학명 Teleogryllus emma(이명: Teleogryllus yemma)에 따온 ‘염마(閻魔:)귀뚜라미’ 또는 ‘엠마(emma 또는 yemma)귀뚜라미’로도 불린다. 한국에 서식하는 귀뚜라미 중 두 번째로 크며, 여름에 흔히 볼 수 있다. 몸은 검은색이거나 흑갈색이다.

## 애완곤충으로의 개발
사계절이 뚜렷하고 겨울이 존재하는 우리나라의 기후에 적응한 왕귀뚜라미는 열대지방에서 수입해 온 쌍별귀뚜라미에 비해 애완용으로 기르기가 좀 까다롭다.
쌍별귀뚜라미의 수입 및 애완동물시장에서의 유통에 자극을 받아, 2005년 농촌진흥청에서는 토종 곤충 왕귀뚜라미를 애완동물로써 개발하여 "왕귀뚜라미 사육 키트"를 제작,판매하기 시작했다.

## 같이 보기
- 들귀뚜라미